# Loberg, Vänersborgs kommun
För efternamnet se Loberg.
Loberg är ett bebyggelsenamn i Brålanda socken i Dalsland, idag i Vänersborgs kommun. Loberg ligger vid Vänerns västra strand. Vid klart väder kan man utöver Vänern se Halleberg, Vänersnäs och även Kinnekulle. 
Bebyggelsen utgörs till stor del av fritidsbostäder. Ett 10-tal personer, barn oräknade, har Loberg som sin postadress.